# Visconde do Torrão
Visconde do Torrão é um título nobiliárquico criado por D. Fernando II de Portugal, Regente durante a menoridade de D. Pedro V de Portugal, por Decreto de 14 de Setembro de 1855, em favor de Jerónimo de Magalhães Baião de Sande da Lança Mexia Salema.
Titulares
1. D. Jerónimo de Magalhães Baião de Sande da Lança Mexia Salema, 1.º Visconde do Torrão;
2. D. Luís Maria Henriques Pereira de Faria Saldanha e Lancastre, 2.º Visconde do Torrão, 5.º Conde das Alcáçovas.
3. D. Caetano Henriques de Mendia Saldanha e Lancastre, 3.º Visconde do Torrão, 6.º Conde das Alcáçovas, 2.º Conde de Cuba
4. D. Luís Pérez Quesada Henriques de Lancastre, 4.º Visconde do Torrão, 7.º Conde das Alcáçovas, 3.º Conde de Cuba